# Kryptopterus minor
Espèce
Statut de conservation UICN

 NT  : Quasi menacé
Le silure fantôme (Kryptopterus minor) est une espèce de poissons d'eau douce de la famille des Siluridés aussi appelée silure de verre comme d'autres espèces proches (dont Kryptopterus bicirrhis de taille supérieure).